# Best Fiction
Best Fiction ist das vierte Kompilationsalbum von der erfolgreichen japanischen Sängerin Namie Amuro. Es war das zweitmeistverkaufte Album in den Oricon-Charts 2008 in Japan und außerdem ihr erster physischer Tonträger seit 1998, der die Millionen-Marke brechen konnte.

## Details zur Kompilation
Das Album enthält alle ihre Singles im Zeitraum von Wishing on the Same Star (September 2002) bis 60s 70s 80s (März 2008) und zwei neue Lieder Do Me More und Sexy Girl. Die Lieder Come, The Speed Star, Violet Sauce und Ningyo (人魚), die parallel auf einigen der gelisteten Lieder im Album, auf deren Singles veröffentlicht wurden, fanden keinen Einstieg in die Kompilation, obwohl es zu The Speed Star und Ningyo jeweils ein Musikvideo gibt.
Zu allen 17 Liedern gab es auch die dazugehörigen Musikvideos auf der DVD, der CD+DVD-Version, da das Album in einer einzelnen CD-Version und einer CD+DVD Version veröffentlicht wurde. Die Katalognummer für die einzelne CD-Version lautet AVCD-23651 und die der CD+DVD-Version AVCD-23650/B.
Zu beiden Versionen gab es jeweils ein Cover, die sich im Wesentlichen nur in der Perspektive unterscheiden. So kann man auf der einzelnen CD-Version Amuros animiert bearbeitetes Gesicht sehen, wie sie zwei Finger an ihr Gesicht stützt und einen rosa Diamantring trägt. Dagegen sieht man auf der CD+DVD-Version Amuro an ein rosa Cabriolet gelehnt, ähnlich, wie auf der einzelnen CD-Version, ihr Gesicht mit ihrer Hand stützend. Die Schriftart auf dem Album ist mit Sternen verziert und ist angelehnt an ein Fantasy-Thema, das in Verbindung zum Titel Best Fiction (übersetzt beste Fiktion) steht.
Besonders bei dieser Kompilation ist, dass es ihr erster Tonträger seit 1998 ist, der die Millionen-Marke brechen konnte. Insgesamt verkaufte sich das Album nämlich mehr als 1,5 Millionen Mal alleine in Japan. Singles wie Shine More, Put 'Em Up oder So Crazy, die eher keinen vergleichbaren Erfolg wie ihre vorherigen Singles fanden, waren wegen dieser Kompilation plötzlich fünf Jahre später populär und gerne gehört.
Für die Versendung von mehr als einer Million CDs wurde die Kompilation mit Million (Diamantene Schallplatte) ausgezeichnet.
Später wurde das Album auch in weiteren asiatischen Ländern veröffentlicht und im Rahmen ihres 20th Anniversarys wurde das Album im einzelnen CD-Format am 16. September 2012, in Japan für einen günstigeren Preis von 1500 ¥ und limitiert, wiederveröffentlicht.

## Werbung
Um für das Album zu werben, nutzte sie den Werbevertrag mit Vidal Sassoon aus, indem sie mit dem Lied Do Me More in einer Werbung für die Produkte wirbte. Hierbei nutzte man in der Werbung das Fantasy-Thema und Amuro wirkte als Showgirl bei, womit vom Thema her auch eine Parallele zur Kompilation geschaffen wurde.
Am 25. Oktober 2008 ging sie schließlich auf die "Namie Amuro Best Fiction Tour 2008-2009"-Tournee und gab bis zum 12. Juli 2009 64 Konzerte in Japan, Taiwan und China.

## Titelliste

### CD
| #   | Titel                            | Übersetzung                                          | Text                                                         | Komponist                                            | Produzent                                 | Länge |
| --- | -------------------------------- | ---------------------------------------------------- | ------------------------------------------------------------ | ---------------------------------------------------- | ----------------------------------------- | ----- |
| 1.  | Do Me More                       | Tu' mir mehr                                         | Nao'ymt                                                      | Nao'ymt                                              | Nao'ymt                                   | 5:14  |
| 2.  | Wishing on the Same Star         | An denselben Stern wünschen                          | Kenko-P                                                      | Dian Warren                                          | Dian Warren                               | 4:53  |
| 3.  | Shine More                       | Mehr Glanz                                           | H.U.B.                                                       | Paul Taylor, Sandra Pires, Scott Nickoley            | Paul Taylor, Sandra Pires, Scott Nickoley | 3:37  |
| 4.  | Put 'Em Up                       | Setz' sie hoch                                       | Dallas Austin, Jasper Cameron und Michico (japanischer Text) | Dallas Austin                                        | Dallas Austin                             | 4:03  |
| 5.  | So Crazy                         | So verrückt                                          | Michico                                                      | Full Force, Jennifer JJ Johnson                      | Full Force, Jennifer JJ Johnson           | 4:31  |
| 6.  | Alarm                            | Alarm                                                | Jusme                                                        | Monk                                                 | -                                         | 4:08  |
| 7.  | All for You                      | Alles für dich                                       | Natsumi Watanabe                                             | Ryoki Matsumoto                                      | -                                         | 5:56  |
| 8.  | Girl Talk                        | Mädchengespräch                                      | Michico                                                      | Michico, T. Kura                                     | Michico                                   | 4:20  |
| 9.  | Want Me, Want Me                 | Will mich, will mich                                 | Michico                                                      | Michico, Sugi-V                                      | Sugi-V, Michico                           | 3:09  |
| 10. | White Light                      | Weißes Licht                                         | Nao'ymt                                                      | Nao'ymt                                              | Nao'ymt                                   | 5:16  |
| 11. | Can't Sleep, Can't Eat, I'm Sick | Kann nicht schlafen, kann nicht essen, ich bin krank | Michico                                                      | Michico, T. Kura                                     | T. Kura                                   | 3:47  |
| 12. | Baby Don't Cry                   | Baby, weine nicht                                    | Nao'ymt                                                      | Nao'ymt                                              | Nao'ymt                                   | 5:18  |
| 13. | Funky Town                       | Irre Stadt                                           | Michico                                                      | LL Brothers, Michico, T. Kura                        | Michico                                   | 3:48  |
| 14. | New Look                         | Neues Aussehen                                       | Lamont Dozier, Eddie Holland, Brian Holland, Michico         | Lamont Dozier, Eddie Holland, Brian Holland, Michico | T.Kura, Michico                           | 3:57  |
| 15. | Rock Steady                      | standfestiger Rock                                   | Aretha Franklin, Michico                                     | Aretha Franklin, Michico, Muro                       | Muro, Michico                             | 3:27  |
| 16. | What a Feeling                   | Welch ein Gefühl                                     | Irene Cara, Keith Forsey, Michico                            | Giorgio Moroder, Michico, Shinichi Osawa             | Shinichi Osawa, Michico                   | 3:46  |
| 17. | Sexy Girl                        | Sexy Mädchen                                         | Ryosuke Imai                                                 | Ryosuke Imai, Usk Trak                               | Ryosuke Imai, Usk Trak                    | 4:39  |

### DVD
| #   | Titel                            | Direktor         |
| --- | -------------------------------- | ---------------- |
| 1.  | Do Me More                       | Yusuke Tanaka    |
| 2.  | Wishing on the Same Star         | Masashi Muto     |
| 3.  | Shine More                       | Ugichin          |
| 4.  | Put 'Em Up                       | Ugichin          |
| 5.  | So Crazy                         | Masashi Muto     |
| 6.  | Alarm                            | Ugichin          |
| 7.  | All for You                      | Masashi Muto     |
| 8.  | Girl Talk                        | Ugichin          |
| 9.  | Want Me, Want Me                 | Masashi Muto     |
| 10. | White Light                      | Masashi Muto     |
| 11. | Can't Sleep, Can't Eat, I'm Sick | Masashi Muto     |
| 12. | Baby Don't Cry                   | Masashi Muto     |
| 13. | Funky Town                       | Hidekazu Sato    |
| 14. | New Look                         | Yuichi Kodama    |
| 15. | Rock Steady                      | Yusuke Tanaka    |
| 16. | What a Feeling                   | Hidekazu Sato    |
| 17. | Sexy Girl                        | Kensuke Kawamura |

## Mitwirkende
- R&A – Hiromi Amano
- Artdirector – Hidekazu Sato, Katsuhiro Shimizu
- Creative Director – Hidekazu Sato
- Designer – Katsuhiro Shimizu
- Mastering – Tom Coyne
- Fotograf – Shoji Uchida
- Tonaufnahme von –  Eiji Kameda (CD – #7), Ryosuke Imai (CD – #17), Ryosuke Kataoka (CD – #1, #11, #13, #16), Toshihiro Wako (CD – #2, #10, #12)

Alle Informationen entnommen von Discogs.

## Veröffentlichung
| Datum              | Land      | Format        | Katalognummer                          | Label              |
| ------------------ | --------- | ------------- | -------------------------------------- | ------------------ |
| 30. Juli 2008      | Japan     | CD, CD+DVD    | AVCD-23651 (CD), AVCD-23650/B (CD+DVD) | Avex Trax          |
| 01. August 2008    | Südkorea  | CD, CD+DVD    | SMJTCD265/B (CD+DVD)                   | S.M. Entertainment |
| 04. August 2008    | Hong Kong | CD, CD+DVD    | AAJCD20023D (CD+DVD)                   | Avex Trax          |
| 07. August 2008    | Taiwan    | CD, CD+DVD    | AVJCD10365/A (CD+DVD)                  | Avex Taiwan Inc.   |
| 16. September 2012 | Japan     | Limitierte CD | AVCD-38610                             | Avex Trax          |

## Verkaufszahlen und Charts-Platzierungen

### Charts
| Charts                               | Positionen |
| ------------------------------------ | ---------- |
| Tägliche Oricon Album-Charts         | 1          |
| Wöchentliche Oricon Album-Charts     | 1          |
| Monatliche Oricon Album-Charts       | 1          |
| Jährliche Oricon Album-Charts (2008) | 2          |
| Jährliche Oricon Album-Charts (2009) | 95         |

### Verkäufe
| Charts              | Erste Woche | 2008      | 2009   | Insgesamt | Charts-Aufenthalt |
| ------------------- | ----------- | --------- | ------ | --------- | ----------------- |
| Oricon Album-Charts | 681.187     | 1.447.149 | 92.939 | 1.553.912 | 92 Wochen         |